# Palaeorhiza ferruginea
Palaeorhiza ferruginea är en biart som först beskrevs av Heinrich Friese 1911.  Palaeorhiza ferruginea ingår i släktet Palaeorhiza och familjen korttungebin. Inga underarter finns listade i Catalogue of Life.